# Nádraží Veleslavín (metropolitana di Praga)
Nádraží Veleslavín è una stazione della linea A della metropolitana di Praga.

## Storia
La stazione è stata attivata il 6 aprile 2015.

## Strutture e impianti
La stazione, progettata dall'architetto Hana Vermachová, è sotterranea ed è dotata di 2 binari, serviti da una banchina centrale.

## Servizi
La stazione è dotata di ascensori per le persone a mobilità ridotta.
- Biglietteria

## Interscambi
- Fermata autobus (linee 300, 322, 323, 330, 342, 388, 389, 399 e 414)[3]
- Stazione ferroviaria (Praga Veleslavín, nel servizio ferroviario suburbano di Praga)[3]
- Fermata filobus (linea 59, collegamento con l'aeroporto di Praga)[3]
- Fermata tram (linee 20 e 26)[3]